# 도쿠가와 이에시게
도쿠가와 이에시게(일본어: 徳川 家重, 1712년 1월 28일 ~ 1761년 7월 13일)는 에도 막부의 제9대 쇼군(재위: 1745년 ~ 1760년)이다.

## 미디어에서의 등장
- 《무시부교》

## 같이 보기
- 오오카 다다미쓰
- 다누마 오키쓰구